# Smržov (district de Jindřichův Hradec)
Pour les articles homonymes, voir Smržov.
Smržov (en allemand : Smerschow) est une commune du district de Jindřichův Hradec, dans la région de Bohême-du-Sud, en République tchèque. Sa population s'élevait à 111 habitants en 2020.

## Géographie
Smržov se trouve à 19 km au nord-est de České Budějovice, à 25 km à l'ouest-sud-ouest de Jindrichuv Hradec et à 113 km au sud-sud-est de Prague.
La commune est limitée par Mazelov et Záblatí au nord, par Lomnice nad Lužnicí à l'est, par Třeboň au sud et par Lišov au sud et à l'ouest.

## Histoire
La première mention écrite du village date de 1367.